# Амедей Курбе
Амеде́й-Анато́ль-Проспе́р Курбе́ (фр. Amédée-Anatole-Prosper Courbet; *26 червня 1827 —†11 червня 1885) — французький адмірал, учасник війн з Китаєм.

## Життєпис
Походив з родини виноторговця з Аббевіля. У 1836 році втратив батька. Згодом навчається у місцевій школі, потім у Парижі. У 1846 році поступає до Політехнічної школи. У 1848 році бере участь у революційних подіях. Тоді налагоджує дружні зв'язки з паризьким мером Арманом Маррастом, завдяки цьому отримує посаду секретаря у Тимчасовому уряді. У 1849 році переходить до військово-морського флоту у званні мічман 1-го класу. Отримує призначення до Тулонського флоту.
З 1849 року на корветі L'Olivier бере участь у боротьбі з левантійськими піратами. Тут проявив себе з гарного боку, завдяки чому у 1854 році отримав звання молодшого лейтенанта, а у 1856 році — лейтенанта. Згодом повертається до тулону. З 1864 року служить у штабі адмірала Боуе-Вільямеца. У 1866 році отримує звання капітана. У 1870 році на чолі фрегата «Талісман» був учасником морського походу до Вест-Індії. Після повернення у 1873 році отримує звання капітана 1 класу.
У 1874 році очолює Школу підводоного захисту на о. Олерон (Біскайська затока). У 1877—1879 роках служив начальником штабу адмірала Шарля де Дамп'єра. Тоді ж очолює ескадру з 5 лінійних кораблів та крейсерів. У 1879 році призначається губернатором Нової Каледонії, куди прибув у 1880 році. На цій посаді перебував до 1882 року, не досягши особливих успіхів. Того ж року повертається до Франції.

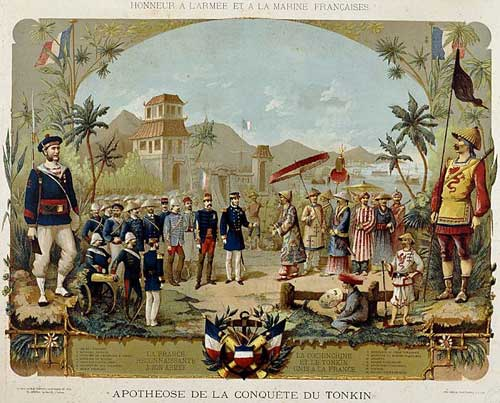
Адмірал Амедей Курбе в Ґюе

У 1883 році отримує призначення вести ескадру до південно-східної Азії. Тут 20 липня захоплює Сайгон (сучасний Хошимін) й підкорює узбережжя Кохінхіни. Вслід за цим рушає до Тонкінської затоки, де також змушує в'єтнамські війська скласти зброю. Після чого змушує короля в Хюе (тодішній в'єтнамській столиці) укласти з Францією вигідний для останньої мир. У 1884 році остаточно придушує антифранцузькі виступи. За ці успіхи отримує звання контр-адмірала та посаду командувача усіх військово-морських сил Франції на Далекому Сході.
У 1884 році розпочалася війна з Китаєм. Основні сили Китаю розташовувався біля м. Фучжоу та вдовж річки Міньцзян. У ході запеклих боїв Курбе знищує китайський флот та усі форти уздовж річки Міньцзян, зазнавши при цьому незначних втрат. За це отримав звання віце-адмірала. У 1885 році розпочалася нова війна з Китаєм. Курбе зумів 15 лютого розбити китайський флот, захопити Пескадорські острови поблизу провінції Чжецзян, планував висадку на Тайвань. Втім в цей час тяжко захворів, а його підлеглі не зуміли виконати план. Помер Амедей Курбе 11 червня.

## Пам'ять
- На честь Амедея Курбе названо 3 кораблі: броненосець[fr] (в експлуатації у 1882—1909 роках), лінійний корабель[fr] (в експлуатації у 1913—1944 роках), фрегат[fr] (в експлуатації дотепер).
- Алжирське місто Земмурі в 1886—1962 роках називалося Курбе.
- На честь Курбе названо півострів на острові Гранд-Тер в архіпелазі Кергелен.